# Kurzzeiteffekt
Durch den Kurzzeiteffekt wird für chemisches Filmmaterial, bei sehr kurzen Belichtungszeiten, mehr Licht für eine korrekte Belichtung benötigt, als bei „normalen“ Belichtungszeiten (etwa 1/1.000 Sekunde bis 1 Sekunde), bei denen das Bunsen-Roscoe-Gesetz gilt. Bei Farbfilmen fällt die Farbsättigung geringer aus, es kann zusätzlich ein Blaustich auftreten. Die Stärke des Kurzzeiteffekts ist vom jeweils verwendeten Filmmaterial abhängig.
Das Verhalten einer Fotoschicht bei stets kürzer werdender Belichtungszeit ist zentral bei der Schallaufzeichnung, deren Resultat Tonnegative sind.
Bei Blitzlichtaufnahmen ist der Kurzzeiteffekt ein wichtiges Problem. Mit Elektronenblitzgeräten gibt es Leuchtdauern hinunter bis zu 1/40.000 Sekunde. In der Kurzzeitfotografie muss der Kurzzeiteffekt immer berücksichtigt werden.
Bei zunehmend langen Belichtungszeiten tritt der so genannte Schwarzschild-Effekt auf.